# Чеховка (река)
Чеховка — река на острове Сахалин. Длина реки — 42 км. Площадь водосборного бассейна 196 км².
Берёт начало с горы Спамберг Южно-Камышового хребта. В верховьях, до подножия горы Мазаревского, течёт на юг, затем поворачивает на юго-запад. От устья своего основного притока Крестьянки направление течения — западное. Преобладающие древесные породы в долине — берёза и лиственница. Впадает в Татарский пролив. В устье находится город Чехов.
Протекает по Холмскому городскому округу Сахалинской области.

## Данные водного реестра
По данным государственного водного реестра России относится к Амурскому бассейновому округу.
Код объекта в государственном водном реестре — 20050000212118300007264.